# Mount Baker, Kanada
Mount Baker är ett berg i Kanada.   Det ligger på gränsen mellan Alberta och British Columbia, i den västra delen av landet, 3 000 km väster om huvudstaden Ottawa. Toppen på Mount Baker är 3 180 meter över havet, eller 527 meter över den omgivande terrängen. Bredden vid basen är 6,9 km.
Terrängen runt Mount Baker är varierad.Trakten runt Mount Baker är nära nog obefolkad, med mindre än två invånare per kvadratkilometer.. Det finns inga samhällen i närheten. 
Trakten runt Mount Baker är permanent täckt av is och snö.